# Zelotomys woosnami
Zelotomys woosnami là một loài động vật có vú trong họ Chuột, bộ Gặm nhấm. Loài này được Schwann mô tả năm 1906.